# DD北斗之拳
《DD北斗之拳》（日語：DD北斗の拳），漫畫：加治佐修、原作：武論尊、原哲夫畫的日本漫畫作品。在《月刊Comic Zenon》（德間書店）中的創刊號——2010年12月號開始連載中。《北斗神拳》的搞笑漫畫版。「DD」是「Design Deformation」（デザイン・デフォルメーション）略稱。電視動畫共兩季分別有13集和12集，每集兩小回。

## 概要
在《北斗神拳》中世界上应该发生的核战争并没有出现，在此设定上的平行世界。拳四郞他们一般以二头身的样式出现。作品中《北斗神拳》的著名台词和场景多以戏仿的形式出现。除此之外，作品中的店名等固有名词也多由原作里登场的名称中引用而来（列如：超市“スーパーGOLAN”、小酒馆“修罗之国”等）。而和“世纪末”对应的语言单词都换成了和“现代”“21世纪”相对应的语言单词。
在本作品连载前的2008年，作为《北斗》25周年纪念的和本座有相同理念的FLASH动画《DD北斗神拳》开始制作（2011年于关西电视台播放，2012年出售DVD）。虽然カジオ作为导演参加了FLASH动画的制作，但和本作品的动画仍然是完全不同的作品。
在TV电视动画《北斗神拳》、《北斗神拳2》中担任拳四郎配音的神谷明在本作中也登场担任了龙拳的配音。

## 故事簡介
西历199X年，地球被核战的火焰所包围……才怪…。在和平的世界里“北斗神拳”完全没有用处，因此無用武之處的拳四郎开始和托席、拉奥只好一起打工并一起生活在一个破烂的公寓里。

## 登場人物
拳四郎
配音員：立花慎之介
由于北斗神拳在和平年代派不上用途，而不得不开始打工生活。在第1集中一直被开除后而由琳兒捡回了家，在名为“龍龍拳”的商店里开始打工。
雖然經常搞出像是用百裂拳破壞收銀機等問題、卻一直沒被開除。胸口上的七道傷口全是卡介苗的痕跡。
托席（トキ）
配音員：關智一
原作里是因为核战争的放射性物质而生病，本作中则是原因不名的病（動畫版中說是感冒）。因此一直無法好好工作。虽然作品中多次吐血，一副快要死的样子，但很快就能恢复。虽然擅於使用北斗神拳來治病，但是由于没有医师证也没有钱所以生活很困苦。
動畫版中與兄弟們爭奪「龍龍拳」的正式打工機會，本性不壞，卻有腹黑的一面、能夠看到他企圖取得繼承者及打工機會的一面。
拉歐（ラオウ）
配音員：一条和矢
和原作一样有着成为世纪末霸者这一个目标。在第3集中开始在建设工地打工。外出的时候经常骑着所爱的黑马黑王號。自以为是的态度是打工被开除的原因，经常在工地现场展示北斗神拳的强大从而支配现场。由于不使用重型机械就能瞬时完成大规模的工事，被尊称为“建王”而不是“拳王”（建王和拳王的日文發音相同）。由于这种性格和其他人物比起来更经常用现实些的描写。
動畫版中與兄弟們爭奪「龍龍拳」的正式打工機會、由於個性單純而被週圍的人輕視。時常稱自己為「○○的霸王」、會一邊說出「沒想到我拉歐還有淚可流…」而一邊哭泣。能呼喚出不之從何而來的黑王號而且體型和拉奧相符而比一般的馬小一點。
傑基（ジャギ）
离家出走中。对于身为北斗神拳继承着的拳四郎有怨恨，做了很多事陷害拳四郎，但由于自己过于小心眼而做不出大事。虽然和原作一样是带着面具，但在本作中是因为陷害拳四郎失败而造成的。
動畫版曾經露出真面目，是一張娃娃面加會發光的雙目。
帕德（バット）
配音員：森嶋秀太
穷困的大学生。为了挣生活费，在打着很多工，偶尔会因为拳四郎他们而被卷入麻烦之中。在拳四郎他们的隔壁住着。是一个有常识的人，作为作品中几乎唯一的一位吐槽者而存在着。
動畫版中是龍龍拳的正式店員。經常一直吐嘈週遭的人。
琳兒（リン）
配音員：M．A．O
拳四郎他们打工的小型连锁超市店长的高中生女儿。捡回了拳四郎，并让他在自家打工。对于拳四郎没常识的行动能很普通的接受，喜欢拳四郎，痛苦过尤利娅是情敌关系。
動畫版中與帕德是青梅竹馬並且設定為龍拳的女兒。個性和現在的女高中生差不多，並且比漫畫版還要活潑，另外也很喜歡動物。
尤莉亞（ユリア）
配音員：堀江由衣
一名紅牌女演員，也是拳四郎的未婚妻。集万千宠爱于一身，将原作中名为“南斗六聖拳・最後的聖将”的盔甲作为日常服装穿着。非常善于演戏，在什么都没有的地方演戏能让人觉得看见了舞台。與琳兒是情敵關係，因此兩人見面經常產生一些火花。
動畫版中成為小酒店的老闆娘，與拳四郎約定要等到他安定下來後才會與他在一起。經常以人偶之姿出現，也一直出現在眾人的回憶及妄想中。
希恩（シン）
配音員：置鮎龍太郎
漫畫版是藝能事務所的社長。非常喜欢尤莉亚，很有钱，想把尤莉亚据为己有。
動畫版中是小酒店「尤莉亚」的老闆。一直保持全裸並且在重要部位有馬賽克的模樣、是個擁有許多尤莉亞人偶的變態。其製作的等身大人偶「尤莉亚」堅硬度十足，不論用來揮打，被子彈擊中，從高處掉下甚至被南斗聖拳攻擊也可以毫髮無損...經常與紅心四人組對拳四郎等三兄弟施展詭計卻老是被他們所擊敗。順便一提，動畫版的紅心原本是一個金髮美男子，但受到拳四郎點穴攻擊後才變成現在的樣子...
雷伊（レイ）
过度担心愛理的妹控。眼下的黑圈是因为彻夜考虑妹妹艾麗的事，曾經被妹妹說「最討厭哥哥」而轉瞬間白髮。
動畫版中會戴著絲襪偷偷跟著妹妹、結果被三兄弟誤認是跟蹤狂而被痛扁一頓。第9話中則以暗戀麻米亞的人登場、為了爭奪新郎之位而與拳四郎展開對決（但拳四郎似乎沒注意到這點）。
艾麗（アイリ）
配音員：佐藤聰美
雷伊的妹妹，在「秀部（ひでぶ）醫院」当护士，相當仰慕哥哥。作品中稀少的一般人之一。
動畫版中是琳兒的朋友，有深度的近視，而且還是個天然呆，經常會重複琳兒的話。
阿米巴（アミバ）
配音員：關智一
自信家。使用北斗神拳作恶，但是被托席干扰，从而怨恨托席。
麻米亞（マミヤ）
女性警官。非常有正义感，经常在误解的情况下暴走。
動畫版中成為一位長得很像是尤莉亞的客人，本名是「間宮麻米亞」（姓和名的發音相同），強迫拳四郎和她結婚。實際上卻是個化很厚的妝的老太婆。被猶大綁架時露出她原來的面貌，最後被拳四郎往她的秘孔一點而讓她回復到原來年輕貌美的模樣而因此大受其他男人的歡迎及求愛
有一位爸爸叫作間宮龍拳（声：神谷明），是龍拳的弟弟並且入贅到間宮家。和哥哥不同的是頭上有一根頭髮。為了讓遲未結婚的女兒嫁人，因此強迫拳四郎及雷伊擔任新郎後補人選。
修武（シュウ）
盲人，白鷲搬家公司的老板。并没有因为瞎眼而影响生活的样子。
似乎因為某種病而導致自己看不見、兩眼上的傷痕是在抱起流浪貓時被抓致。
沙烏撒（サウザー）
漫畫版是南斗鳳凰拳的打手。創立聖帝十字党而要參與選舉。自从失恋以来就认为“我不需要爱情”。
動畫版是開補習社，完全不懂英文的騙子。
猶大（ユダ）
漫畫版是一位有極度自戀，對美異常執著的髮型師。
動畫版是「沙龍・猶大」的老闆。异装癖，也是名變性人。被雷伊的美所吸引。
龍拳（霞羅門）（リュウケン）
配音員：神谷明

## 單行本
- 卡西歐 『DD北斗之拳』 德間書店〈COMIC ZENON〉

| 集數 | 德間書店       | 德間書店               | 玉皇朝         | 玉皇朝                 |
| 集數 | 發售日期       | ISBN                   | 發售日期       | ISBN                   |
| ---- | -------------- | ---------------------- | -------------- | ---------------------- |
| 1    | 2011年6月20日  | ISBN 978-4-19-980022-1 | 2013年3月      | ISBN 978-988-8169-43-6 |
| 2    | 2012年3月19日  | ISBN 978-4-19-980072-6 | 2013年4月      | ISBN 978-988-8169-58-0 |
| 3    | 2013年3月19日  | ISBN 978-4-19-980139-6 | 2013年7月      | ISBN 978-988-8251-08-7 |
| 4    | 2013年10月19日 | ISBN 978-4-19-980169-3 | 2014年3月      | ISBN 978-988-8252-34-3 |
| 5    | 2014年5月20日  | ISBN 978-4-19-980210-2 | 2014年10月     | ISBN 978-988-8302-69-7 |
| 6    | 2015年8月20日  | ISBN 978-4-19-980288-1 | 2015年11月14日 | ISBN 978-988-8326-93-8 |
| 7    | 2015年10月20日 | ISBN 978-4-19-980302-4 |                |                        |
| 8    | 2016年8月20日  | ISBN 978-4-19-980362-8 |                |                        |

## Flash動畫
2011年1月開始於關西電視台播放的短篇Flash動畫作品。2013年出版DVD專輯。

### 工作人員
- 監督：カジオ
- 劇本：梅村真也
- 角色設計：black-box
- 音樂：KAZSIN

### 配音員
- 古賀一史[1]、篁莎耶[2]、古都絢[3]、武虎[4]
- 旁白、肌肉千葉：千葉繁

## 電視動畫
2013年4月開始，東京電視台、大阪電視台、愛知電視台預定播放。旁白是「ショッカーO野」。《北斗》30周年記念企劃作品。

### 工作人員
- 原作：《北斗之拳》（原作：武論尊、漫畫：原哲夫）
- 總管理員：原哲夫
- 監督：大地丙太郎
- Idea：大地丙太郎、春日森春木、萬久
- 角色設計：關根昌之
- 美術設定：中村隆、根本洋行
- 色彩設定：中島淑子
- 攝影監督：山本耕平、三口達也
- 編輯：三嶋章紀
- 音樂：安部純、武藤星兒
- 動畫製作：亞細亞堂
- 節目擔當：白石誠（東京電視台）

### 主題歌
片頭曲
塡詞：中村公晴／補塡詞、編曲：前山田健一／作曲：山下三智夫／主唱：吉木理沙 & 前山田健一
的封面曲。映像巧妙地富有作品的色彩。
片尾曲
塡詞：原哲夫／補塡詞、作曲、編曲：前山田健一／歌：吉木理沙 & 前山田健一
- 第1話：南斗無音拳、跳刀地背拳、鷹爪三角腳、野猿牙殺拳、北斗百裂拳、無想轉生

### 各話列表
| 集數   | 回數   | 日文標題                                                                             | 中文標題                                | 劇本 （構成）  | 分鏡                | 演出       | 作畫監督            |       |
| 第1期  | 第1期  | 第1期                                                                                | 第1期                                   | 第1期          | 第1期               | 第1期      | 第1期               | 第1期 |
| ------ | ------ | ------------------------------------------------------------------------------------ | --------------------------------------- | -------------- | ------------------- | ---------- | ------------------- | ----- |
| 第1集  | 第1回  |                                                                                      |                                         | 大野木寬       | 大地丙太郎          | 大地丙太郎 | 關根昌之            |       |
| 第1集  | 第2回  |                                                                                      |                                         | 橫谷昌宏       | 大地丙太郎          | 大地丙太郎 | 關根昌之            |       |
| 第2集  | 第3回  |                                                                                      |                                         | 不適用         | 萬久                | 根岸宏樹   | 西岡夕樹            |       |
| 第2集  | 第4回  |                                                                                      |                                         | 不適用         | 春日森春木          | 根岸宏樹   | 西岡夕樹            |       |
| 第3集  | 第5回  |                                                                                      |                                         | 不適用         | 赤城博昭            | 西野理惠   | 西野理惠            |       |
| 第3集  | 第6回  |                                                                                      |                                         | 不適用         | 大地丙太郎          | 內山まな   | 一居一平            |       |
| 第4集  | 第7回  |                                                                                      |                                         | （まんきゅう） | まんきゅう          | 加藤顯     | 柳田義明            |       |
| 第4集  | 第8回  |                                                                                      |                                         | （春日森春木） | 春日森春木          | 加藤顯     | 吉原幸之助          |       |
| 第5集  | 第9回  |                                                                                      |                                         | 不適用         | 赤城博昭            | 青柳宏宜   | 古池敏也            |       |
| 第5集  | 第10回 |                                                                                      |                                         | 不適用         | 大地丙太郎          | 青柳宏宜   | 古池敏也            |       |
| 第6集  | 第11回 |                                                                                      |                                         | （春日森春木） | 春日森春木          | 村野佑太   | 西岡夕樹            |       |
| 第6集  | 第12回 |                                                                                      |                                         | 不適用         | 村野佑太            | 村野佑太   | 關根昌之            |       |
| 第7集  | 第13回 |                                                                                      |                                         | 不適用         | 保太郎              | 根岸宏樹   | 柳田義明            |       |
| 第7集  | 第14回 |                                                                                      |                                         | 不適用         | 大地丙太郎          | 根岸宏樹   | 西岡夕樹            |       |
| 第8集  | 第15回 | [ラブストーリーはトウトツに ラオウさらわれる] 错误：{{Lang}}：无效参数：\|4=（帮助） |                                         | まんきゅう     | 西野理惠            | 西野理惠   |                     |       |
| 第8集  | 第16回 |                                                                                      |                                         | 不適用         | 赤城博昭            | 青柳宏宜   | 南伸一郎            |       |
| 第9集  | 第17回 |                                                                                      | 奪回尤莉亞！拳四郎對希恩對橫濱黑幫 前篇 | 不適用         | 大地丙太郎          | 加藤顯     | 吉原幸之助          |       |
| 第9集  | 第18回 |                                                                                      | 奪回尤莉亞！拳四郎對希恩對橫濱黑幫 後篇 | 不適用         | 大地丙太郎          | 加藤顯     | 柳田義明 吉原幸之助 |       |
| 第10集 | 第19回 |                                                                                      |                                         | 不適用         | 村野佑太            | 青柳宏宜   | 古池敏也            |       |
| 第10集 | 第20回 |                                                                                      |                                         | （春日森春木） | 春日森春木          | 青柳宏宜   | 穐本ゆかり 大塚隆司 |       |
| 第11集 | 第21回 |                                                                                      |                                         | 不適用         | 赤城博昭            | 村野佑太   | 吉原幸之助          |       |
| 第11集 | 第22回 |                                                                                      |                                         | 不適用         | 村野佑太            | 村野佑太   | 西岡夕樹            |       |
| 第12集 | 第23回 |                                                                                      |                                         | （春日森春木） | 春日森春木          | 根岸宏樹   | 南伸一郎 古池敏也   |       |
| 第12集 | 第24回 |                                                                                      |                                         | （まんきゅう） | まんきゅう          | 根岸宏樹   | 柳田義明            |       |
| 第13集 | 第25回 |                                                                                      |                                         | 不適用         | 大地丙太郎 村野佑太 | 加藤顯     | 西岡夕樹            |       |
| 第13集 | 第26回 |                                                                                      |                                         | 不適用         | 大地丙太郎 村野佑太 | 加藤顯     | 關根昌之            |       |
| 第2期  |        |                                                                                      |                                         |                |                     |            |                     |       |

### 播放電視台
日本深夜動畫：下文記載的日本国内播放時間使用日本標準時間（UTC+9）表示。因為部分時間标识會採用30小时制，因此請留意这类超过24:00的时间，其實際播放時間為翌日清晨。
| 播放地區   | 播放電視台 | 播放日期              | 播放時間            | 播放系列       | 備註   |
| ---------- | ---------- | --------------------- | ------------------- | -------------- | ------ |
| 關東廣域圈 | 東京電視台 | 2013年4月2日－6月25日 | 星期二 25:40－26:10 | 東京電視台系列 |        |
| 愛知縣     | 愛知電視台 | 2013年4月3日－6月26日 | 星期三 26:35－27:05 | 東京電視台系列 |        |
| 大阪府     | 大阪電視台 | 2013年4月5日－6月28日 | 星期五 26:10－26:40 | 東京電視台系列 |        |
| 日本全域   | AT-X       | 2013年4月18日－       | 星期四 23:00－23:30 | 動畫專門CS播放 | 有重播 |

| 日本 東京電視台 星期二 25:40－26:10 節目          | 日本 東京電視台 星期二 25:40－26:10 節目 | 日本 東京電視台 星期二 25:40－26:10 節目 |
| ------------------------------------------------- | ---------------------------------------- | ---------------------------------------- |
|                                                   | DD北斗之拳 （2013年4月2日－6月25日）     |                                          |
| ちょこっとアイドル育成バラエティ スタート・スター | 義風堂々！！兼続と慶次                   |                                          |

### DVD
由2013年6月28日至2013年9月27日預定發售。
| 卷 | 發售日        | 收錄話         | 規格編號  |
| -- | ------------- | -------------- | --------- |
| 1  | 2013年6月28日 | 第1話－第6話   | TCED-1830 |
| 2  | 2013年7月26日 | 第7話－第12話  | TCED-1831 |
| 3  | 2013年8月28日 | 第13話－第18話 | TCED-1832 |
| 4  | 2013年9月27日 | 第19話－第26話 | TCED-1833 |

## 外部連結
- （日語）《DD北斗之拳》
- （日語）《DD北斗之拳》東京電視台（页面存档备份，存于）
- （日語）《DD北斗之拳》（Flash動畫介紹頁）